# Joan Severance
Joan Severance, född 23 december 1958 i Houston, Texas, är en amerikansk skådespelare och före detta fotomodell. 

## Filmografi (utvalda filmer)
- 1987 – Dödligt vapen
- 1988 – Wiseguy (TV-serie)
- 1989 – Hör upp, blindstyre!
- 1989 – På liv och död
- 1989 – Tre sängar för en ungkarl
- 1990 – Lovligt byte
- 1991 – Another Pair of Aces: Three of a Kind (TV-film)
- 1991 – Runstenen
- 1991 – Blodigt allvar
- 1992 – Brottsligt begär
- 1992 – Ska vi göra barn?
- 1993 – Dold passion (TV-film)
- 1994 – Förföljd
- 1995 – Payback
- 1995 – Hard Evidence
- 1995 – Black Scorpion (TV-film)
- 1996 – Frequent Flyer (TV-film)
- 1996 – Profile for Murder
- 1997 – Black Scorpion II: Aftershock
- 1997 – In Dark Places
- 1998 – Matter of Trust
- 1999 – The Last Seduction II
- 2001 – Cause of Death
- 2006 – Last Sunset